# Кутово (остров)
Остров Кутово (или Голия) е български дунавски остров, разположен от 798,2 до 801,3 км по течението на реката в Област Видин, община Видин. Площта му е 1,8 km2, която му отрежда 13-о място по големина сред българските дунавски острови. Остров Кутово е последният голям (над 1 km2) български остров нагоре по течението на реката.
Островът се намира южно от село Кутово, община Видин и северно от румънското село Басараби. Има удължена форма с дължина 3 км и максимална ширина от 0,5 км. От българския бряг го отделя канал с минимална ширина от 500 м. Най-голямата му надморска височина е 40 м се намира в централната му част, като отстои на 7 – 8 м над нивото на река Дунав. Изграден е от речни наноси и е обрасъл с върба. При високи дунавски води ниските му части се заливат. На 2 км западно от него е изграден новият мост над реката „Дунав мост 2“.
През 2007 г. островът е обявен за защитена местност „Остров Кутово“.

## Топографска карта
- Лист от карта L-34-142. Мащаб: 1 : 100 000.
- Лист от карта L-34-143. Мащаб: 1 : 100 000.